# Стражев Олексій Іванович
Стражев Олексій Іванович (29 березня 1888, Мотовилихинське заводське селище (нині м. Перм) Пермської губернії — 10 квітня 1961, Москва) — радянський педагог та методист історії, кандидат історичних наук (1947), член кореспондент Академії педагогічних наук РРФСР (1950).

## Навчання
В 1911 році закінчив історико-філологічний факультет Московського університету.

## Наукова діяльність
В 1938 році О.Стражев почав наукову діяльність доцентом кафедри історії СРСР історичного факультету Московського державного університету імені М. В. Ломоносова.
Брав участь у Другій світовій війні (1941—1943 рр.)
В 1943 році перейшов на посаду наукового співробітника Інституту методики навчання АПН РРФСР (до 1959 р.).
В 1947 році захистив дисертацію «Наукові основи методики історії» та здобув науковий ступінь кандидат історичних наук.
З 1948 по 1953 рр. паралельно працював також доцентом кафедри історії СРСР історичного факультету МДУ імені М. В. Ломоносова. Читав лекції з історії СРСР, методики викладання історії.
В 1950 році також одержав звання член кореспондент Академії педагогічних наук РРФСР.
Після виходу на пенсію працював на громадських засадах Голова Ради ветеранів праці МДУ (до 1961 р.).

## Нагороди
- Орден «Знак Пошани»,
- Медаль «За доблесну працю у Великій Вітчизняній війні 1941—1945 рр.».
- Відмінник освіти[1].

## Перелік публікацій
- Стражев Алексей Иванович. Методика преподавания истории [Текст]: пособие для учителей / А. И. Стражев. — Москва: Просвещение, 1964. — 286 с.
- Стражев Алексей Иванович. Как французы добыли и потеряли свою свободу: (Из истории Великой революции) / А. И. Стражев. — Москва: Задруга, 1917. — 24 с.

## Родина
Дружиною О.Стражева була Єлизавета Савеліївна Березанська (1891—1969) — відомий радянський педагог, методист-математик.
Похований разом із дружиною у колумбарії Новодівочого цвинтару у Москві.